# Kenn Kaufman
Kenn Kaufman, född 1954, är en amerikansk författare, ornitolog och förgrundsfigur inom den amerikanska naturskyddsrörelsen känd för sina populära fälthandböcker om fåglar, fjärilar och däggdjur i Nordamerika.
Född i South Bend, Indiana, där Kaufman inledde sin bana som fågelskådare redan vid sex års ålder.  När han var nio flyttade hans familj till Wichita, Kansas där hans fascination för fåglar nådde nya höjder.  Vid sexton års ålder, inspirerad av fågelskådande pionjärer som Roger Tory Peterson, hoppade han av high school och började lifta runt i Nordamerika på jakt efter nya fåglar.  Tre år senare, 1973, satte han ett nytt rekord för antal fåglar sedda i Nordamerika under ett år (671 st). I det här rekordet inkluderas dock regioner som Baja California vilka inte längre räknas till samma fågelregion som resten av Nordamerika. Det har även överträffats av andra fågelskådare flera gånger sedan dess. Denna enorma fågelresa kors och tvärs genom hela kontinenten, totalt mer än tiotusen mil, utmynnade senare i den självbiografiska boken Kingbird Highway.
Kaufman är numer bosatt i Rocky Ridge, Ohio.